# Bernay-en-Ponthieu
Pour les articles homonymes, voir Bernay.
Bernay-en-Ponthieu est une commune française située dans le département de la Somme en région Hauts-de-France.
Depuis juillet 2020, la commune fait partie du parc naturel régional Baie de Somme - Picardie maritime.
La commune fait partie des villages labellisés Pays d'art et d'histoire qui œuvrent à mettre en avant leur patrimoine,.

## Géographie

### Localisation
Bernay-en-Ponthieu est un village picard du Ponthieu. 
Limitrophe de Rue et Crécy-en-Ponthieu, la localité est située à 7 km au nord de Nouvion, 19 km au nord d'Abbeville et à 57 km au nord-ouest d'Amiens à vol d'oiseau.
Le territoire de la commune est limitrophe de ceux de cinq communes.
Les communes limitrophes sont Arry, Forest-Montiers, Crécy-en-Ponthieu, Regnière-Écluse et Rue.

### Géologie
Le plateau est formé d'une mince couche de terre végétale : sable, craie ou marne.
La vallée de la Maye est marécageuse : on y exploite encore la tourbe à la fin du XIXe siècle.

### Hydrographie

#### Réseau hydrographique

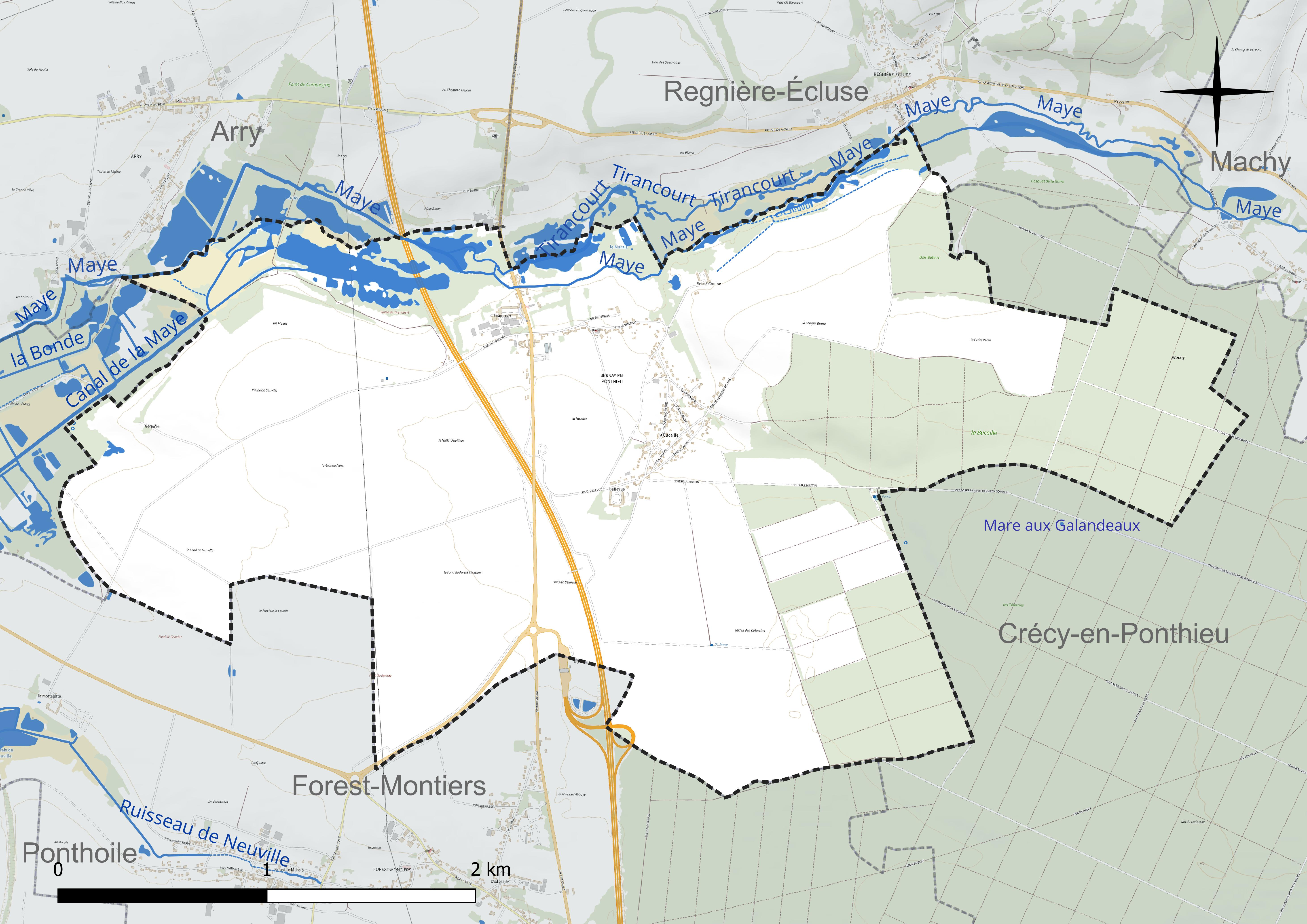
Réseau hydrographique de Bernay-en-Ponthieu.

La commune est située dans le bassin Artois-Picardie. Elle est drainée par la Maye, le canal de la Maye, le Tirancourt et un autre petit cours d'eau.
La Maye limite le nord du territoire communal. D'une longueur de 38 km, elle prend sa source dans la commune de Fontaine-sur-Maye, à l'altitude de 40 mètres, et se jette  dans la baie de Somme en limite des communes de Saint-Quentin-en-Tourmont et du Crotoy, après avoir traversé dix communes. Les caractéristiques hydrologiques de la Maye sont données par la station hydrologique située sur la commune. Le débit moyen mensuel est de 1,01 m3/s. Le débit moyen journalier maximum est de 5,17 m3/s, atteint lors de la crue du 1er avril 2001. Le débit instantané maximal est quant à lui de 7,3 m3/s, atteint le 11 mai 2001.
Le canal de la Maye, d'une longueur de 11 km, prend sa source dans la commune  et se jette  dans la baie de Somme au niveau du port de plaisance du Crotoy, après avoir traversé quatre communes.

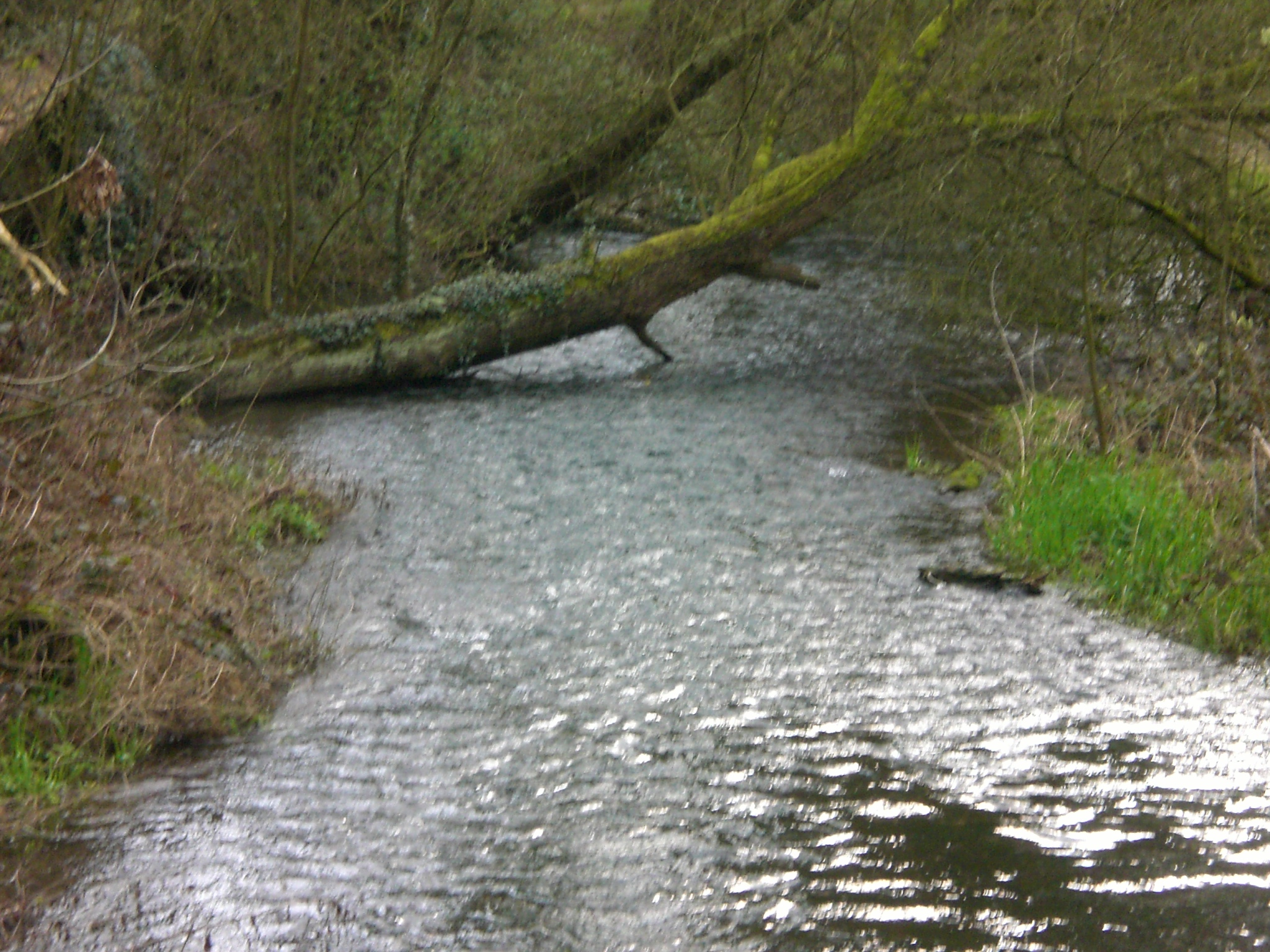
La Maye.
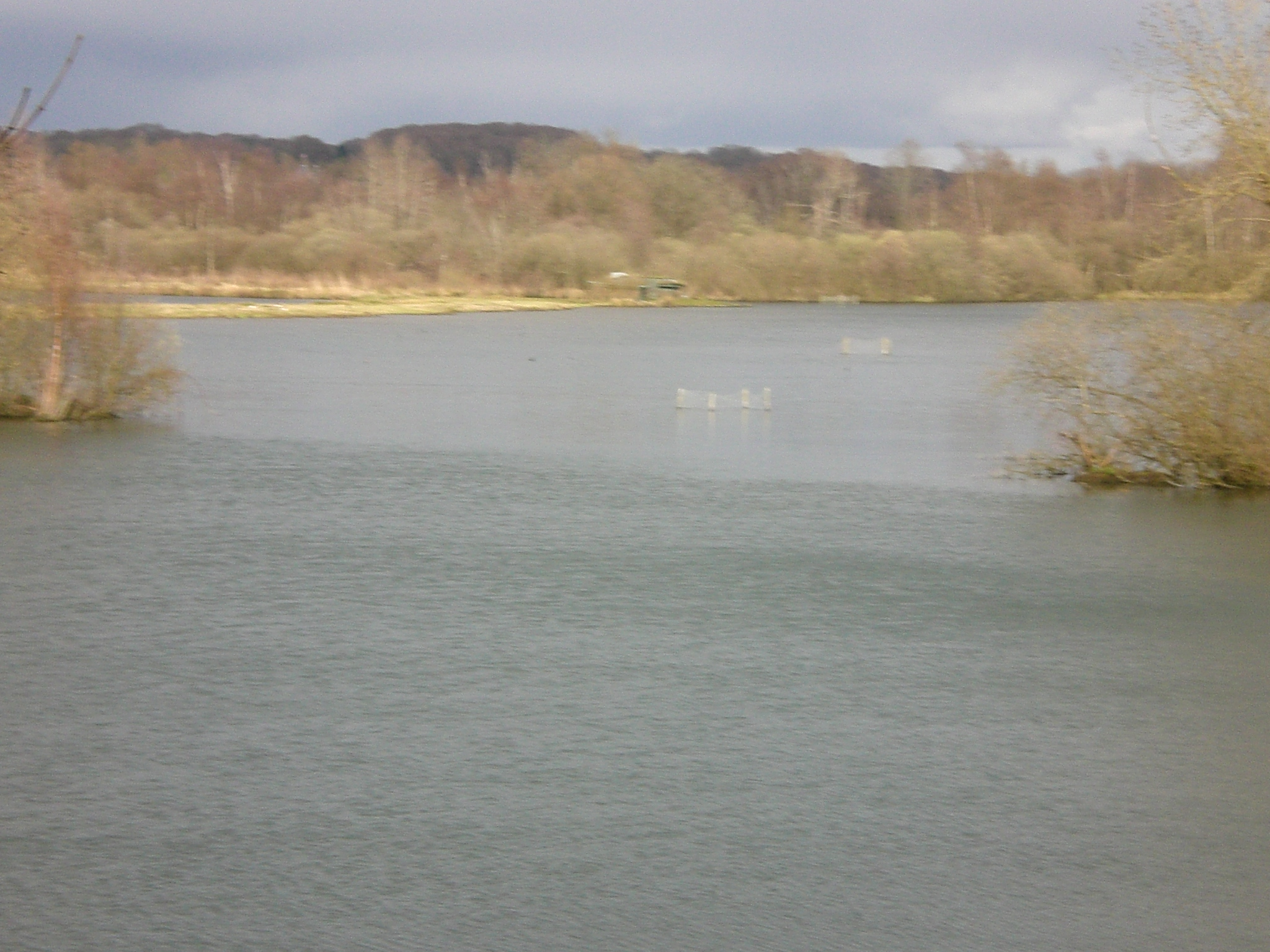
Marais de la Maye.
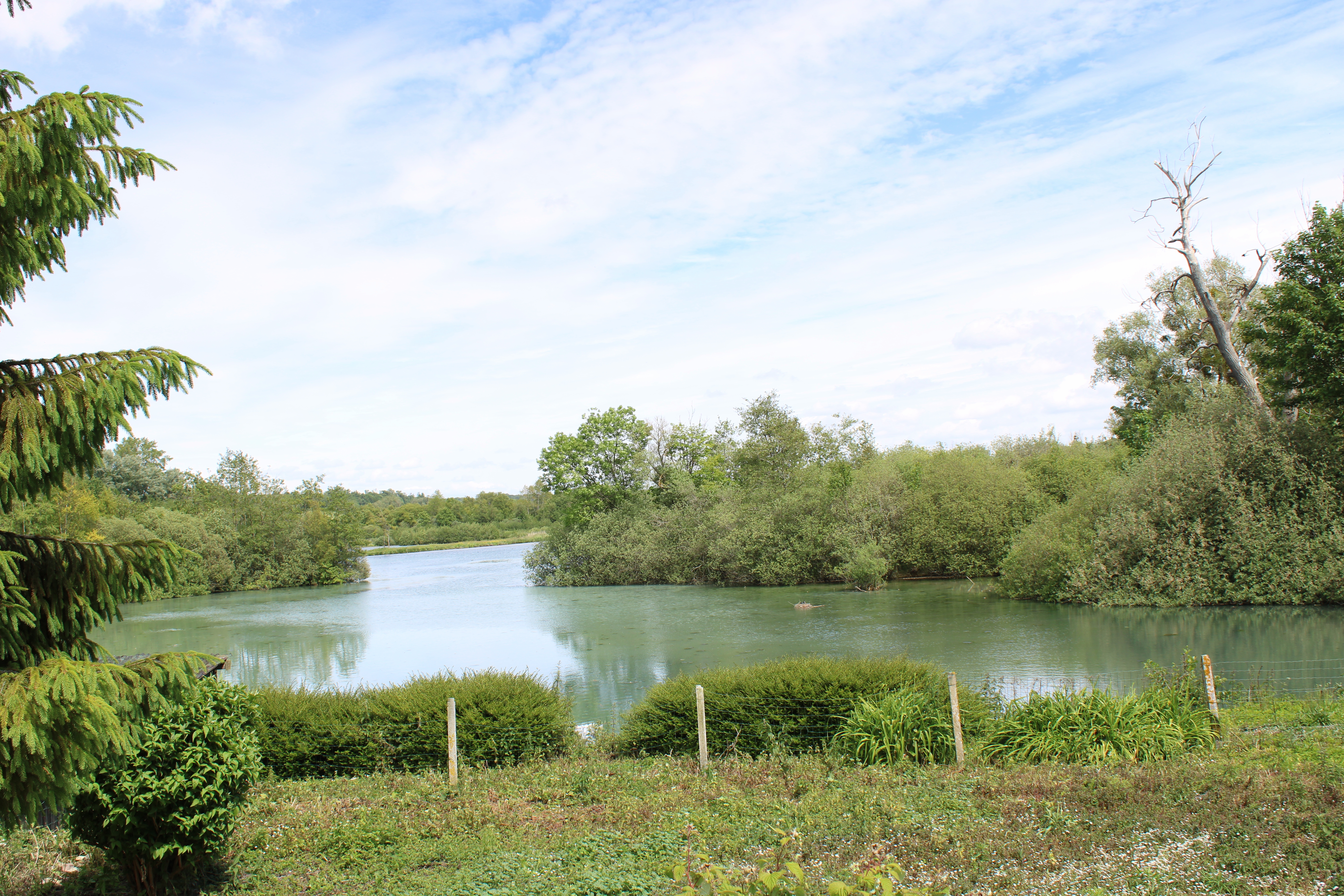
L'étang.

#### Gestion et qualité des eaux
Le territoire communal est couvert par le schéma d'aménagement et de gestion des eaux (SAGE) « Somme aval et Cours d'eau côtiers ». Ce document de planification concerne un territoire de 1 835 km2 de superficie, délimité par le bassin versant de la Somme canalisée. Le périmètre a été arrêté le 29 avril 2010 et le SAGE proprement dit a été approuvé le 6 août 2019. La structure porteuse de l'élaboration et de la mise en œuvre est le syndicat mixte d'aménagement hydraulique du bassin versant de la Somme (AMEVA).
La qualité des cours d'eau peut être consultée sur un site dédié géré par les agences de l'eau et l'Agence française pour la biodiversité.

### Climat
Pour des articles plus généraux, voir Climat des Hauts-de-France et Climat de la Somme.
En 2010, le climat de la commune est de type climat océanique franc, selon une étude du CNRS s'appuyant sur une série de données couvrant la période 1971-2000. En 2020, Météo-France publie une typologie des climats de la France métropolitaine dans laquelle la commune est exposée à un climat océanique et est dans la région climatique Côtes de la Manche orientale, caractérisée par un faible ensoleillement (1 550 h/an) ; forte humidité de l'air (plus de 20 h/jour avec humidité relative > 80 % en hiver), vents forts fréquents.
Pour la période 1971-2000, la température annuelle moyenne est de 10,7 °C, avec une amplitude thermique annuelle de 12,9 °C. Le cumul annuel moyen de précipitations est de 766 mm, avec 12,5 jours de précipitations en janvier et 8,4 jours en juillet. Pour la période 1991-2020, la température moyenne annuelle observée sur la station météorologique la plus proche, située sur la commune d'Abbeville à 19 km à vol d'oiseau, est de 11,0 °C et le cumul annuel moyen de précipitations est de 806,2 mm,. Pour l'avenir, les paramètres climatiques de la commune estimés pour 2050 selon différents scénarios d'émission de gaz à effet de serre sont consultables sur un site dédié publié par Météo-France en novembre 2022.

### Paysages
Bernay est situé en rive gauche de la vallée de la Maye, près de la Forêt de Crécy.

## Urbanisme

### Typologie
Au 1er janvier 2024, Bernay-en-Ponthieu est catégorisée commune rurale à habitat dispersé, selon la nouvelle grille communale de densité à sept niveaux définie par l'Insee en 2022.
Elle est située hors unité urbaine. Par ailleurs la commune fait partie de l'aire d'attraction d'Abbeville, dont elle est une commune de la couronne,. Cette aire, qui regroupe 73 communes, est catégorisée dans les aires de 50 000 à moins de 200 000 habitants,.

### Occupation des sols
L'occupation des sols de la commune, telle qu'elle ressort de la base de données européenne d'occupation biophysique des sols Corine Land Cover (CLC), est marquée par l'importance des territoires agricoles (66,7 % en 2018), une proportion identique à celle de 1990 (66,7 %). La répartition détaillée en 2018 est la suivante : 
terres arables (64,1 %), forêts (20,8 %), zones humides intérieures (5,4 %), zones urbanisées (4 %), eaux continentales (3,1 %), prairies (2,6 %). L'évolution de l'occupation des sols de la commune et de ses infrastructures peut être observée sur les différentes représentations cartographiques du territoire : la carte de Cassini (XVIIIe siècle), la carte d'état-major (1820-1866) et les cartes ou photos aériennes de l'IGN pour la période actuelle (1950 à aujourd'hui).

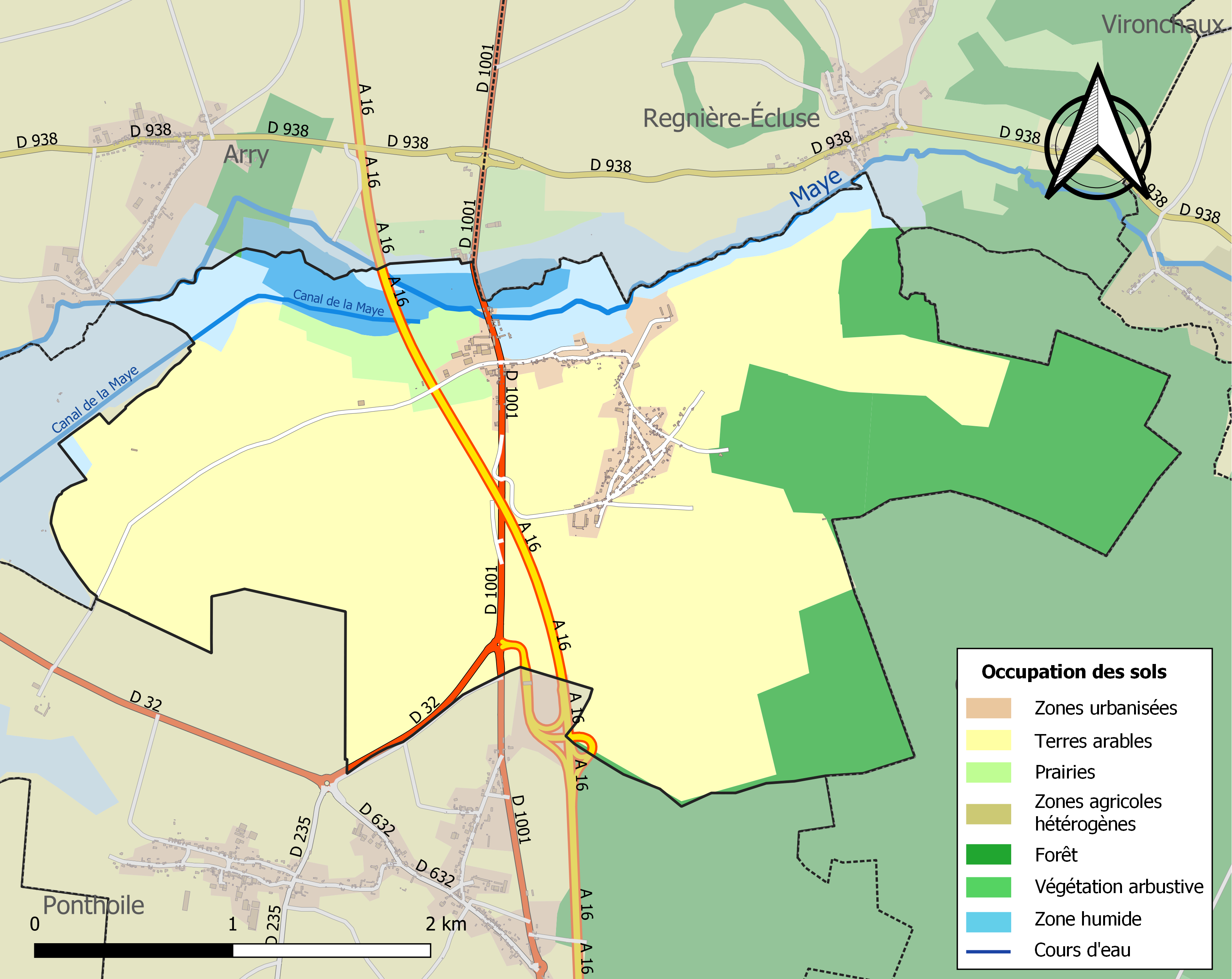
Carte des infrastructures et de l'occupation des sols de la commune en 2018 (CLC).

### Lieux-dits, hameaux et écarts
La commune comportait quatre hameaux à la fin du XIXe siècle : la Bucaille, Retz-à-Coulons, Genville et le Marais. Elle n'en compte plus qu'un, la Bucaille, plus développé que le chef-lieu.

### Voies de communication et transports
La commune est desservie par l'ex ex-route nationale 1 (actuelle RD 1001), reliant Paris à la frontière belge par Amiens et Dunkerque. L'Autoroute A16 (France) traverse du sud au nord la commune, et sa sortie no 24 se trouve partiellement sur le territoire communal. L'ancienne route nationale 338 (actuelle RD 938 reliant Estrées-Mons au Crotoy) tangente au nord le territoire communal.
Une aire de covoiturage est aménagée sur l'ex-RN1, à côté de l'accès à l'autoroute A16.
En 2019, la localité est desservie par les lignes de bus du réseau Trans'80, chaque jour de la semaine, sauf le dimanche.

### Habitat et logement
En 2018, le nombre total de logements dans la commune était de 151, alors qu'il était de 143 en 2013 et de 142 en 2008.
Parmi ces logements, 62,3 % étaient des résidences principales, 18,5 % des résidences secondaires et 19,2 % des logements vacants. Ces logements étaient pour 100 % d'entre eux des maisons individuelles et pour 0 % des appartements.
Le tableau ci-dessous présente la typologie des logements à Bernay-en-Ponthieu en 2018 en comparaison avec celle de la Somme et de la France entière. Une caractéristique marquante du parc de logements est ainsi une proportion de résidences secondaires et logements occasionnels (18,5 %), très supérieure à celle du département (8,3 %) et à celle de la France entière (9,7 %). Concernant le statut d'occupation de ces logements, 89,4 % des habitants de la commune sont propriétaires de leur logement (80,4 % en 2013), contre 60,3 % pour la Somme et 57,5 % pour la France entière.
| Typologie                                               | Bernay-en-Ponthieu | Somme | France entière |
| ------------------------------------------------------- | ------------------ | ----- | -------------- |
| Résidences principales (en %)                           | 62,3               | 83,3  | 82,1           |
| Résidences secondaires et logements occasionnels (en %) | 18,5               | 8,3   | 9,7            |
| Logements vacants (en %)                                | 19,2               | 8,4   | 8,2            |

## Toponymie

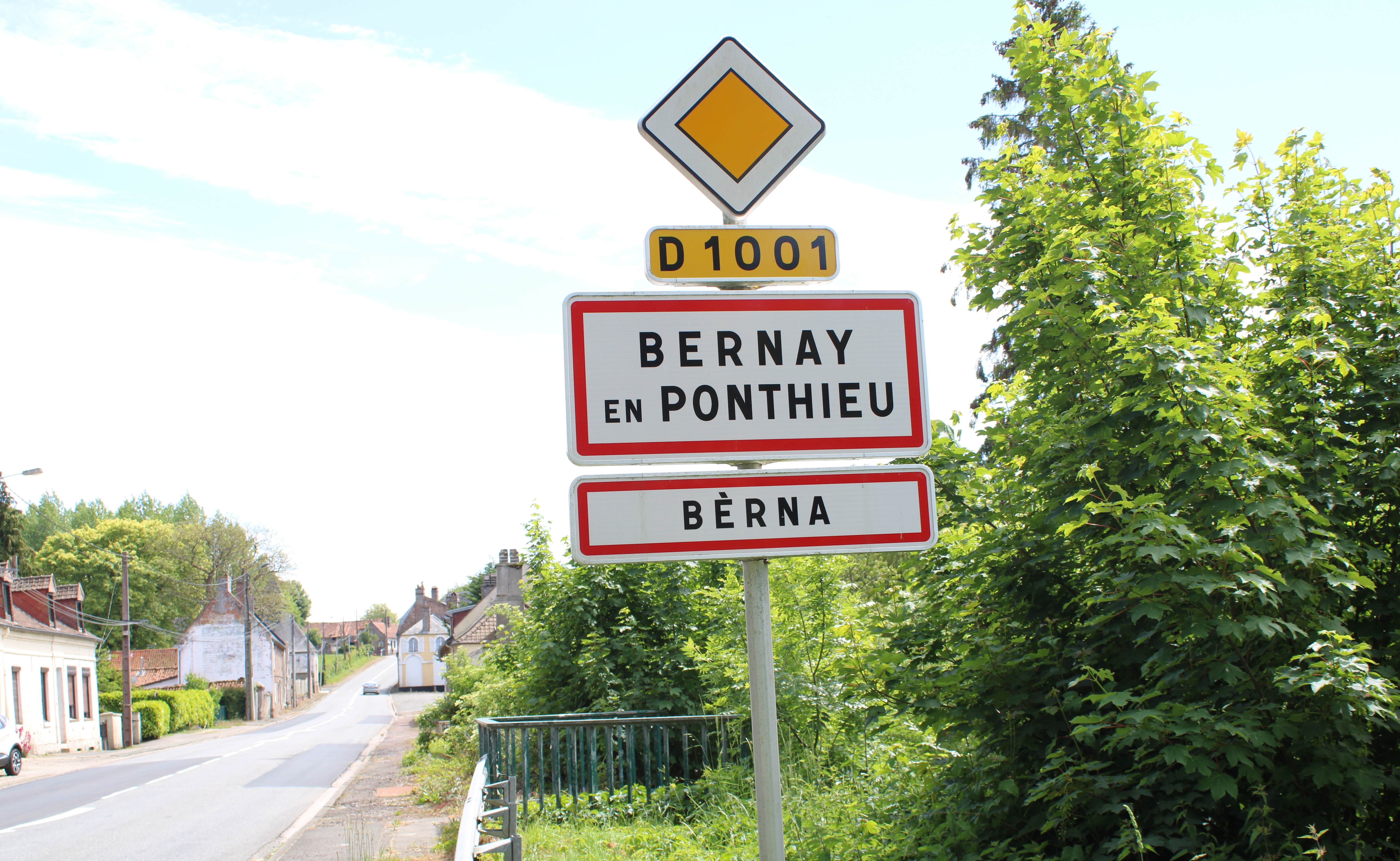
Panneaux d'entrée du village, avec son nom en français et en picard.

Le nom de la localité est attesté sous les formes Berniacum (en 84.) ; Berneia (en 1144) ; Brenay (en 1200) ; Bronay (en 1387) ; Bernay (en 1507) ; Bernai (en 1710) ; Bernay-Beauregard (en 1720).
Le comté de Ponthieu est un ancien pays de France dont la capitale était Abbeville et la principale place-forte Montreuil.
En picard, le nom du village se dit « Bèrna ».

## Histoire

### Antiquité
Les prospections aériennes de Roger Agache ont mis en évidence des établissements protohistoriques datant de la Tène avec sépultures à incinération.
Plus de 60 haches en cuivre ont été trouvées dans le marais et dans la plaine, attestant d'une occupation très ancienne des lieux. Le village était traversé par la voie romaine reliant Lyon aux Flandres.

### Moyen Âge
Dès 843, le village est cité comme dépendant de l'abbaye de Forest-Montiers.
Le chemin des morts témoigne d'une époque où les morts de Bernay étaient conduits à Forest-Montiers.

### Temps modernes
En 1636, alors que le gouverneur de Rue, Charles de Halloye veut relier Abbeville à Montreuil par Bernay, Maupin, ingénieur du  cardinal de Richelieu impose le maintien du passage par la ville de Rue, à cause du risque d'embuscades à Bernay.

### Révolution française et Empire
Ancienne propriété de l'abbaye de Forest-Montiers, le moulin de Bernay-en-Ponthieu est vendu comme bien national pour 12 100 livres en 1791.
La commune, instituée par la Révolution française, absorbe entre 1790 et 1794 celle d'Agenvillers.

### Époque contemporaine
Pendant la guerre franco-allemande de 1870, sur les trois enrôlés que compte le village, l'un d'entre eux trouvera la mort au combat.
L'école date de 1890 ; elle est bâtie, suivant des plans de M. Ratier, par la municipalité dirigée par M. Decrept. La commune vend alors une partie des marais pour financer les travaux.

## Politique et administration

### Rattachements administratifs et électoraux

#### Rattachements administratifs
La commune se trouve dans l'arrondissement d'Abbeville du département de la Somme.
Elle faisait partie depuis 1801 du canton de Rue. Dans le cadre du redécoupage cantonal de 2014 en France, cette circonscription administrative territoriale a disparu, et le canton n'est plus qu'une circonscription électorale.

#### Rattachements électoraux
Pour les élections départementales, la commune fait partie depuis 2014 d'un nouveau canton de Rue, passé de 17 à 55 communes
Pour l'élection des députés, elle fait partie de la troisième circonscription de la Somme.

### Intercommunalité
Bernay-en-Ponthieu était membre de la communauté de communes Authie-Maye, un établissement public de coopération intercommunale (EPCI) à fiscalité propre créé fin 2007 et auquel la commune avait transféré un certain nombre de ses compétences, dans les conditions déterminées par le code général des collectivités territoriales.
Dans le cadre des dispositions de la loi portant nouvelle organisation territoriale de la République du 7 août 2015, qui prévoit que les établissements publics de coopération intercommunale (EPCI) à fiscalité propre doivent avoir un minimum de 15 000 habitants, cette intercommunalité a fusionné avec ses voisines pour former, le 1er janvier 2017, la communauté de communes Ponthieu-Marquenterre, dont est désormais membre la commune.

### Liste des maires

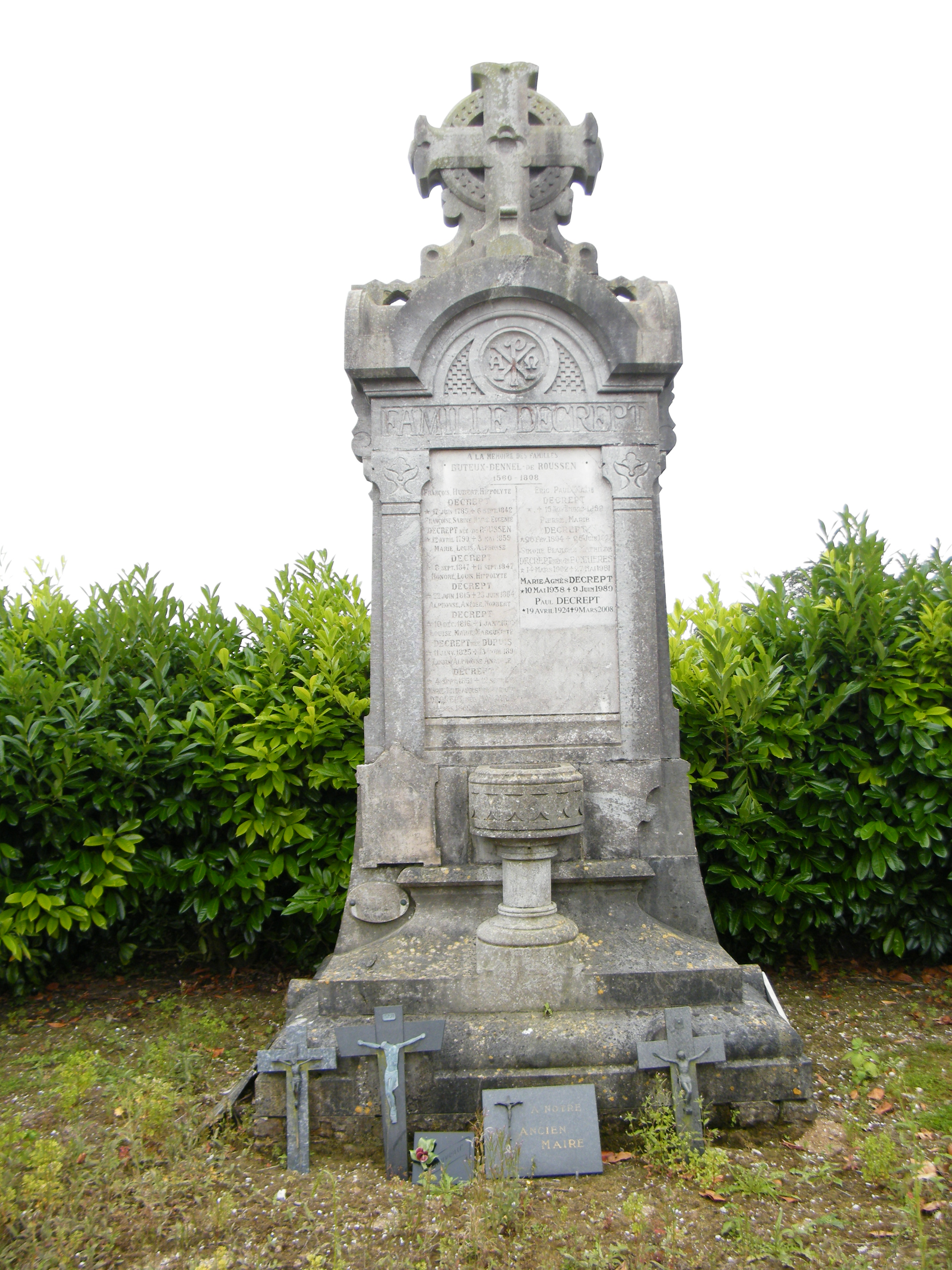
Sépulture de la famille Decrept, dont celle de l'ancien maire Louis Decrept.

| Période                                  | Période                    | Identité                  | Étiquette | Qualité                                                                     |
| ---------------------------------------- | -------------------------- | ------------------------- | --------- | --------------------------------------------------------------------------- |
|                                          |                            | François Douay            |           |                                                                             |
|                                          | 1819                       | Charles Blaise Buteux     |           | conseiller d'arrondissement                                                 |
|                                          |                            | François Broquet          |           |                                                                             |
|                                          |                            | Louis Broquet             |           |                                                                             |
| en cours en 1890                         |                            | Louis Decrept (1815-1864) |           | Écrivain.                                                                   |
|                                          |                            | Théodule Béguin           |           |                                                                             |
|                                          |                            |                           |           |                                                                             |
| Les données manquantes sont à compléter. |                            |                           |           |                                                                             |
| mars 2001                                | mars 2008                  | Jean-Marie Trouart        |           |                                                                             |
| mars 2008                                | juillet 2020               | Jean Boulanger            |           |                                                                             |
| juillet 2020                             | début 2023                 | Serge Mako                |           | Président de l'association des communes de la forêt de Crécy Démissionnaire |
| mars 2023                                | En cours (au 16 mars 2023) | Grégory Dufour            |           | Fonctionnaire de police                                                     |

## Équipements et services publics

### Enseignement
En 2013, l'école locale était associée, depuis plusieurs années, à celles d'Arry, Vercourt et Regnière-Écluse au sein d'un regroupement pédagogique intercommunal. La compétence scolaire est gérée par la communauté de communes de rattachement.
En septembre 2019, l'école est fermée. Les élèves doivent fréquenter le regroupement pédagogique concentré à Vron.
La suite des études conduit les élèves au collège de Rue et au lycée Boucher-de-Perthes à Abbeville.
Les étudiants relèvent habituellement de l'Université de Picardie Jules-Verne.

## Population et société

### Démographie

#### Évolution démographique
L'évolution du nombre d'habitants est connue à travers les recensements de la population effectués dans la commune depuis 1793. Pour les communes de moins de 10 000 habitants, une enquête de recensement portant sur toute la population est réalisée tous les cinq ans, les populations de référence des années intermédiaires étant quant à elles estimées par interpolation ou extrapolation. Pour la commune, le premier recensement exhaustif entrant dans le cadre du nouveau dispositif a été réalisé en 2008.

En 2022, la commune comptait 240 habitants, en évolution de +3,9 % par rapport à 2016 (Somme : −1,26 %, France hors Mayotte : +2,11 %).
| 1793 | 1800 | 1806 | 1821 | 1831 | 1836 | 1841 | 1846 | 1851 |
| ---- | ---- | ---- | ---- | ---- | ---- | ---- | ---- | ---- |
| 433  | 436  | 477  | 468  | 574  | 595  | 557  | 580  | 556  |

| 1856 | 1861 | 1866 | 1872 | 1876 | 1881 | 1886 | 1891 | 1896 |
| ---- | ---- | ---- | ---- | ---- | ---- | ---- | ---- | ---- |
| 544  | 503  | 496  | 526  | 463  | 409  | 417  | 435  | 440  |

| 1901 | 1906 | 1911 | 1921 | 1926 | 1931 | 1936 | 1946 | 1954 |
| ---- | ---- | ---- | ---- | ---- | ---- | ---- | ---- | ---- |
| 420  | 421  | 379  | 315  | 309  | 316  | 316  | 337  | 327  |

| 1962 | 1968 | 1975 | 1982 | 1990 | 1999 | 2006 | 2008 | 2013 |
| ---- | ---- | ---- | ---- | ---- | ---- | ---- | ---- | ---- |
| 302  | 264  | 251  | 215  | 194  | 202  | 236  | 246  | 228  |

| 2018 | 2022 | - | - | - | - | - | - | - |
| ---- | ---- | - | - | - | - | - | - | - |
| 232  | 240  | - | - | - | - | - | - | - |

Le maximum de la population a été atteint en 1836 avec 595 habitants.

#### Pyramide des âges
En 2018, le taux de personnes d'un âge inférieur à 30 ans s'élève à 28,4 %, soit en dessous de la moyenne départementale (36,4 %). À l'inverse, le taux de personnes d'âge supérieur à 60 ans est de 32,7 % la même année, alors qu'il est de 26,0 % au niveau départemental.
En 2018, la commune comptait 112 hommes pour 120 femmes, soit un taux de 51,72 % de femmes, légèrement supérieur au taux départemental (51,49 %).
Les pyramides des âges de la commune et du département s'établissent comme suit.
| Hommes | Classe d’âge | Femmes |
| ------ | ------------ | ------ |
| 0,0    | 90 ou +      | 3,3    |
| 8,9    | 75-89 ans    | 13,3   |
| 23,2   | 60-74 ans    | 16,7   |
| 18,8   | 45-59 ans    | 19,2   |
| 21,4   | 30-44 ans    | 18,3   |
| 8,9    | 15-29 ans    | 11,7   |
| 18,8   | 0-14 ans     | 17,5   |

| Hommes | Classe d’âge | Femmes |
| ------ | ------------ | ------ |
| 0,6    | 90 ou +      | 1,8    |
| 6,7    | 75-89 ans    | 9,4    |
| 17,2   | 60-74 ans    | 18,1   |
| 19,8   | 45-59 ans    | 19,1   |
| 18,2   | 30-44 ans    | 17,5   |
| 19,4   | 15-29 ans    | 18     |
| 18,2   | 0-14 ans     | 16,2   |

### Manifestations culturelles et festivités
- La Route du Poisson, une manifestation sportive et populaire d'attelage équestre créée en 1991 grâce à l'aide du haras de Compiègne, est une course d'endurance de 24 heures reliant Boulogne-sur-Mer à Paris. Elle est ouverte aux chevaux de trait qui, traditionnellement, transportaient ainsi le poisson frais jusqu'aux marchés parisiens avant l'ouverture des voies de chemin de fer.

Bernay-en-Ponthieu est une ville-étape de l'édition 2022.

## Culture locale et patrimoine

### Lieux et monuments
- Église Saint-Martin, en bordure de l'ancienne route nationale 1. À l'origine, la chapelle donnée par Éloy Lamirand, seigneur de Genville, était dédiée à saint Gengoult dont la statue a été conservée. Son agrandissement lui procure le statut d'église en 1773, grâce à Ignace de Roussent, maître de poste[41].
Victor Hugo n'a guère apprécié sa forme, lors de son passage, le 5 septembre 1837[6].
- L'ancien relais de poste de 1570, avec ses colombages et ses blochets d'époque, converti en grande ferme. L'écurie de M. Decrept a compté jusqu'à 180 chevaux. La suppression des voitures de poste et des diligences au profit du chemin de fer a porté grand tort à la localité qui pouvait accueillir 120 personnes du samedi au lundi[6]. Victor Hugo le décrit dans « En voyage, France et Belgique »[6].
- Oratoire en brique à la Bucaille (bois de broussailles). Il est fermé par une porte à barreaux de fer[42].
- Le château Blanc, en réhabilitation en 2012. Situé tout près de Bernay, il est cependant sur le territoire de la commune d'Arry.
- La ferme des Célestins, à la Bucaille, bâtie en pierre de taille, fait référence aux moines qui ont possédé le bois des Célestins, intégré à la forêt domaniale de Crécy depuis la Révolution.
- Les zones humides locales constituent une partie du site Ramsar de la Baie de Somme et des marais arrière-littoraux (28 communes) dont l'avifaune atteint 365 espèces d'oiseaux sur plus de 19 000 hectares[43].

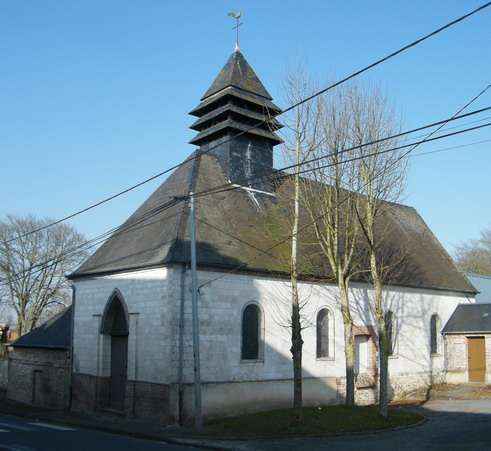
L'église.
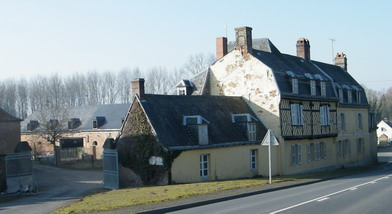
Le relais de poste.
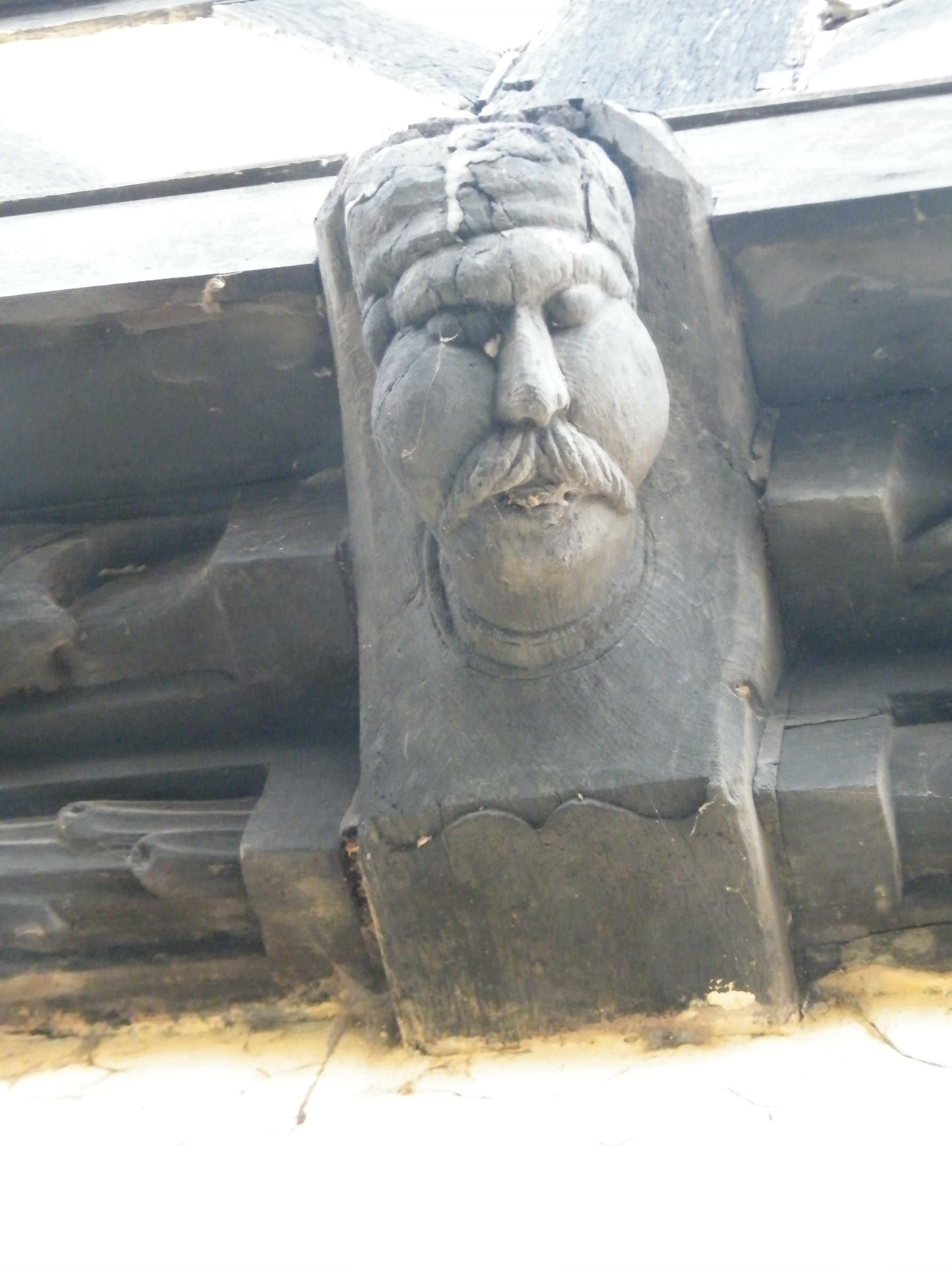
Un des blochets du relais.
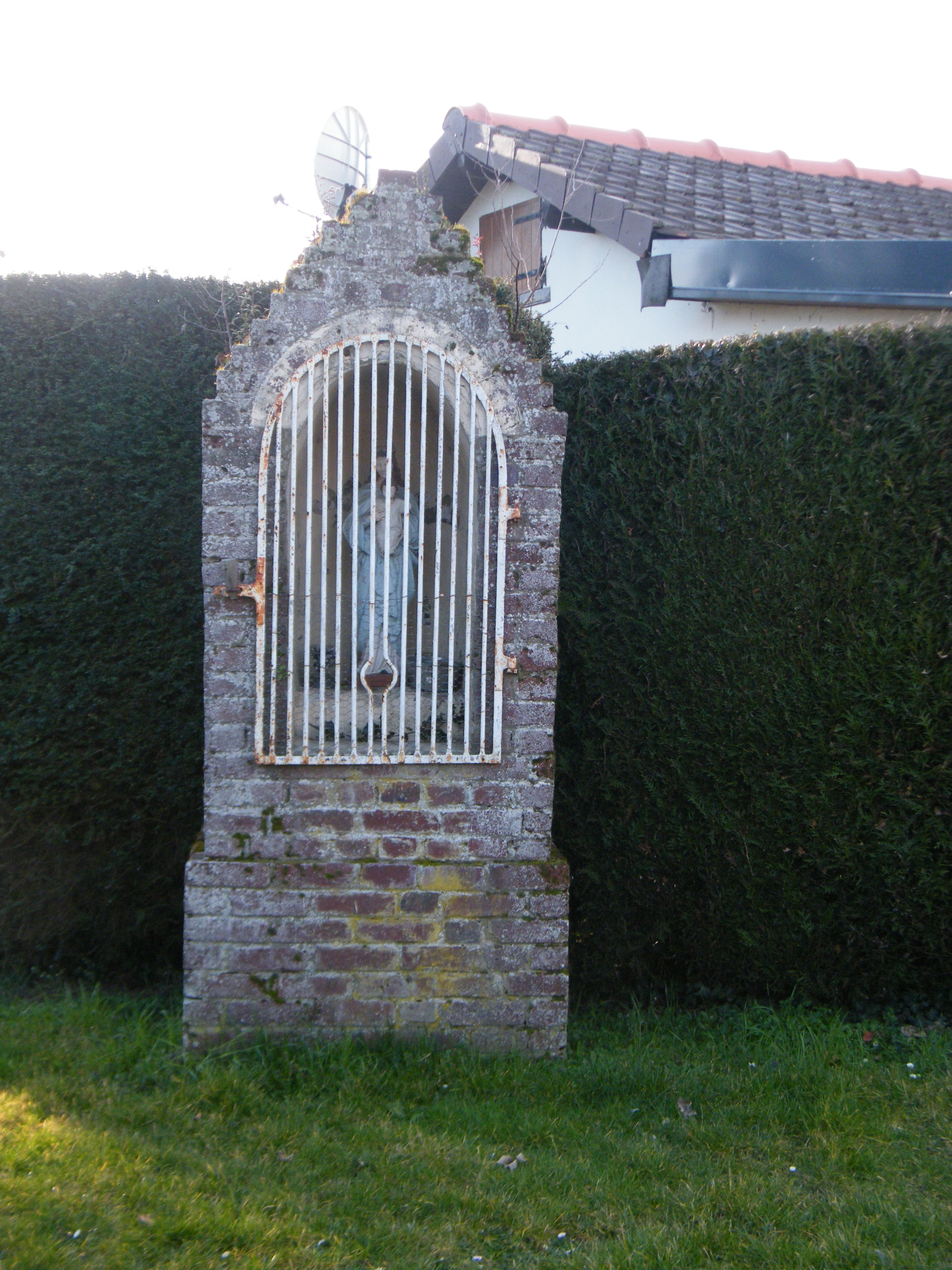
L'oratoire à la Bucaille.
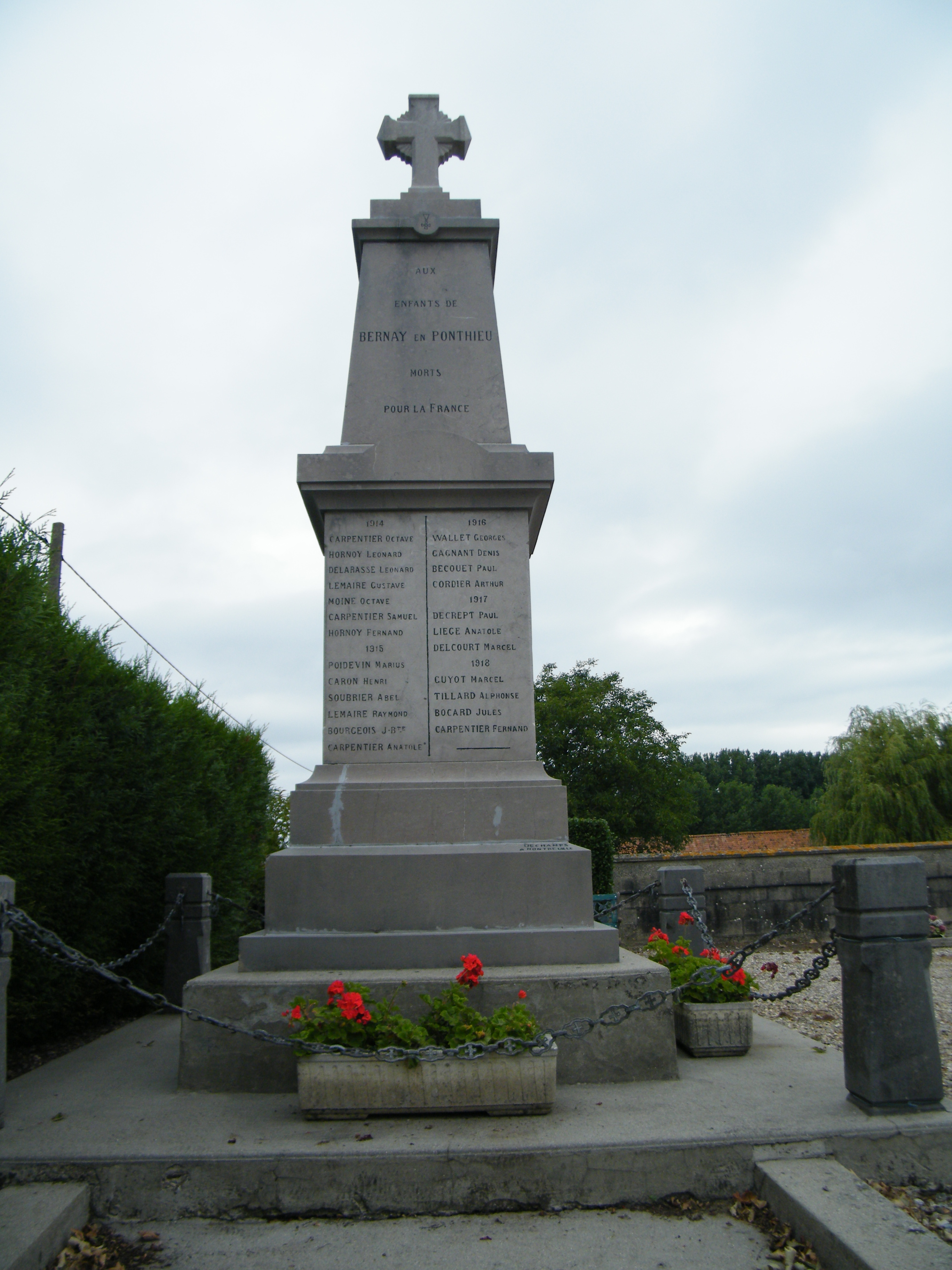
Monument aux morts.
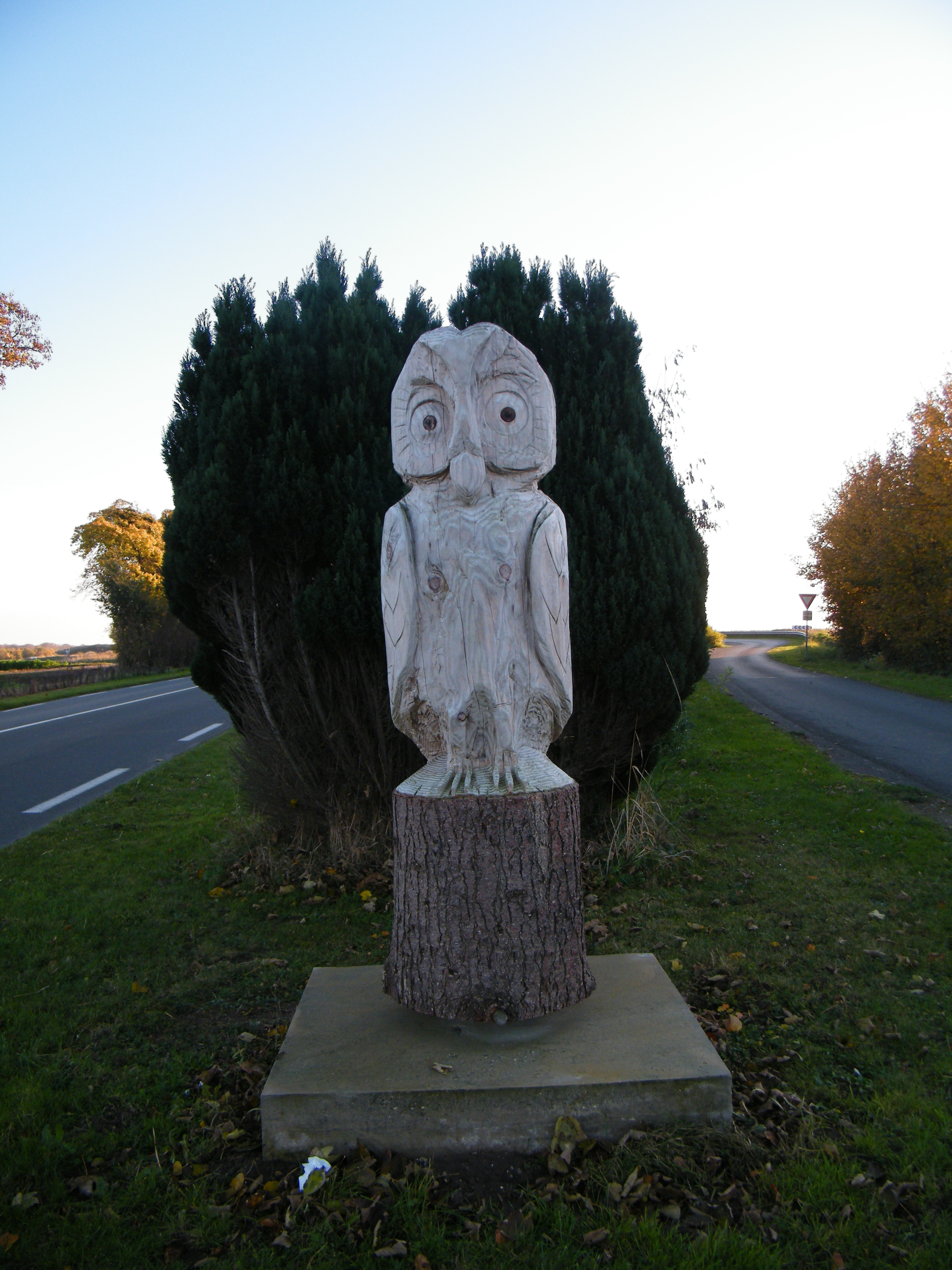
Sculpture d'entrée du village, sur l'ex-RN1.
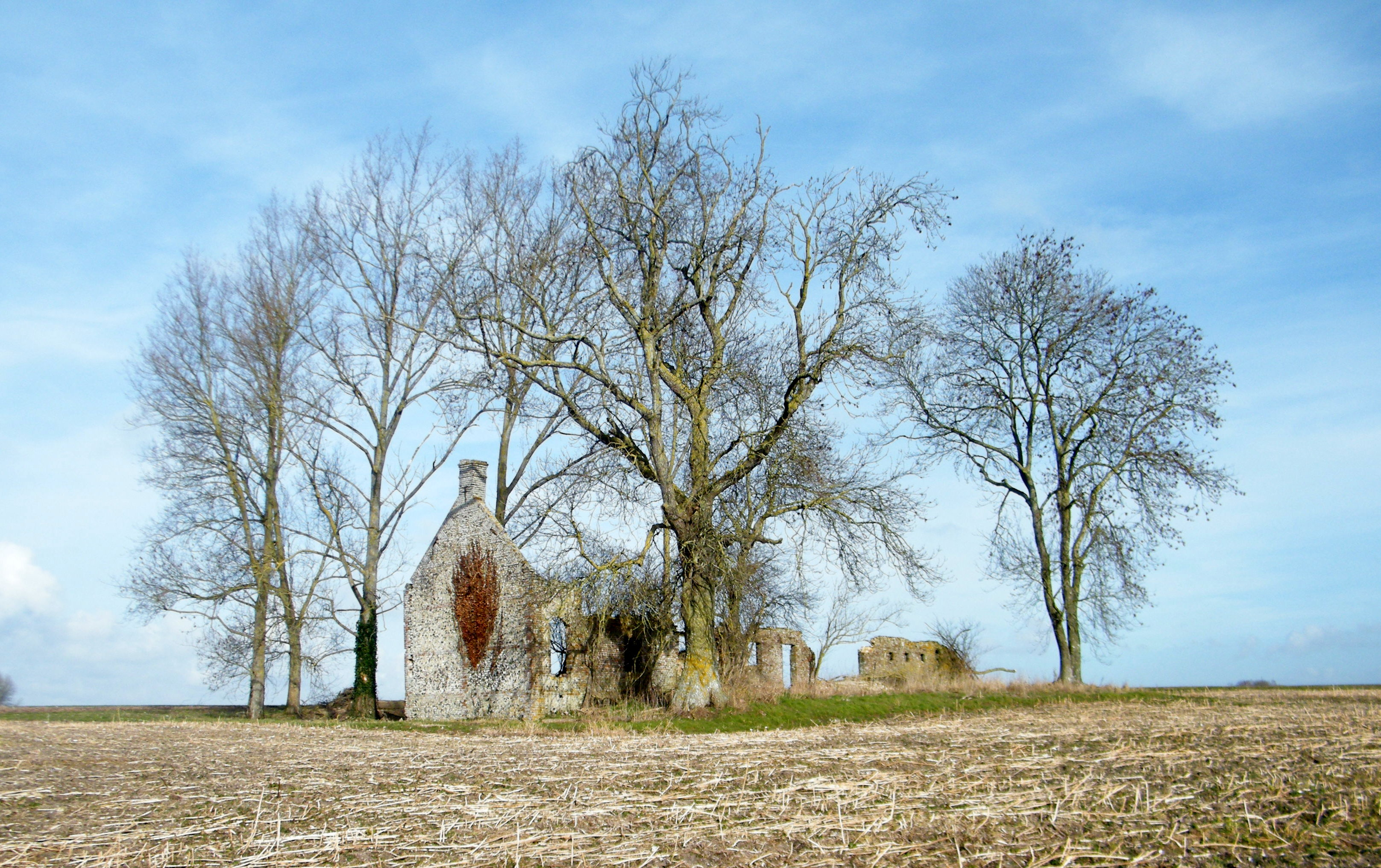
Habitat délaissé, au Fonds de Genville.
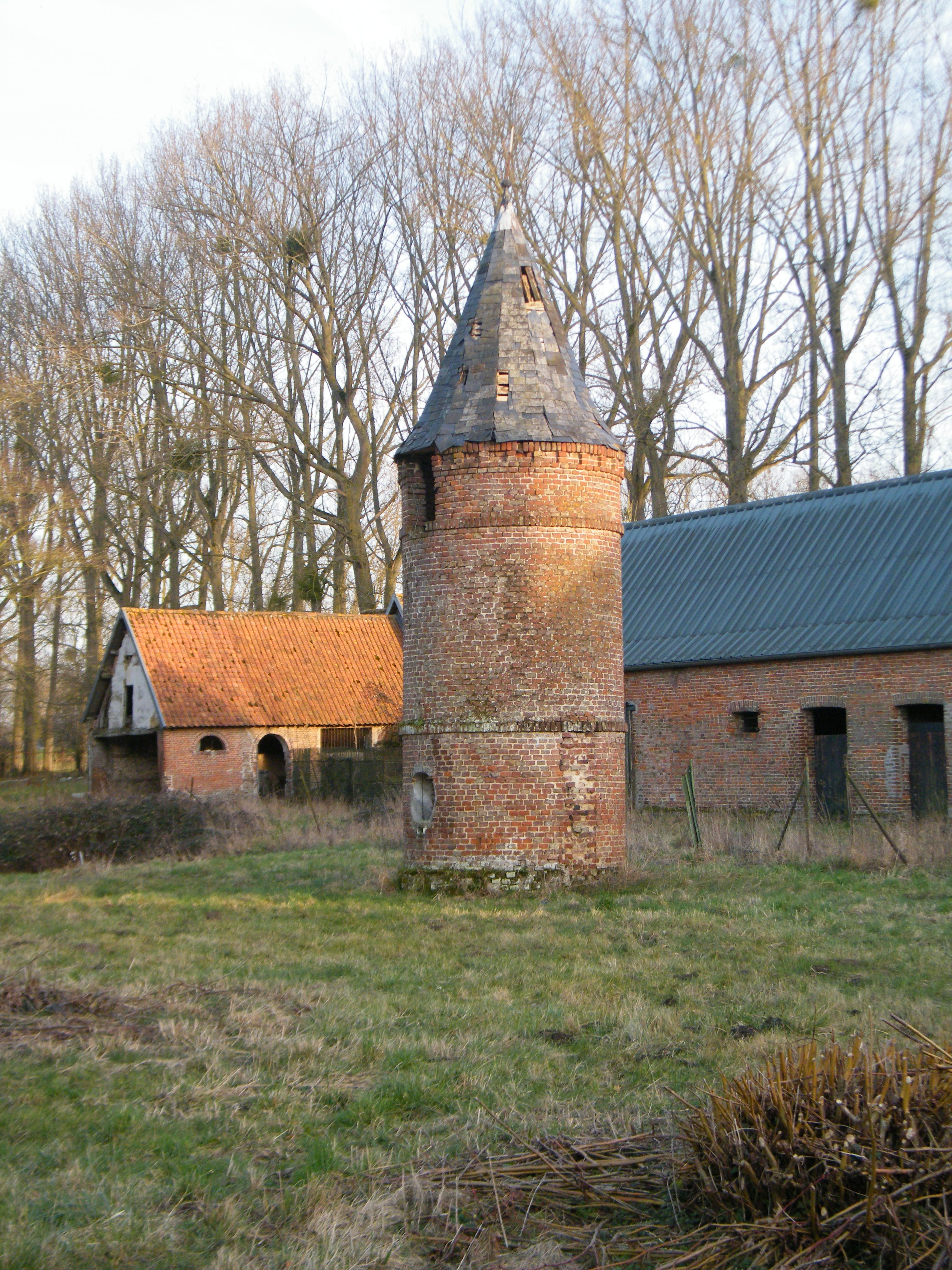
Le colombier, sur l'ex RN-1.

### Personnalités liées à la commune
- Jacques Darras (1939- ), poète, essayiste, traducteur français, né à Bernay.

## Pour approfondir